# Rocky Marciano vs. Ezzard Charles
Rocky Marciano vs. Ezzard Charles sono stati due celebri incontri di pugilato che videro contrapposti i due atleti nel 1954 allo Yankee Stadium di New York, la prima volta il 17 giugno e la seconda il 17 settembre; il primo match terminò con la vittoria di Marciano ai punti per decisione unanime mentre nel secondo Marciano mise KO Charles all'ottava ripresa. Molti critici reputano essere il primo come uno dei più grandi incontri di pugilato tra pesi massimi della storia della boxe; il secondo è ritenuto essere una delle migliori prestazioni di Marciano in carriera.

## Marciano vs. Charles I

### L'incontro
I primi quattro round del match rivelarono una certa superiorità tecnica di Charles. Egli riuscì a portare a segno con successo numerosi colpi al corpo; e aprì una ferita sul sopracciglio sinistro di Marciano. Nel quinto round, sorprendentemente Charles si mise sulla difensiva e non fu più in pieno controllo dell'incontro. Senza curarsi di proteggere l'occhio ferito, Marciano cominciò ad aggredire l'avversario con numerosi colpi. Alla fine del nono round, il viso di Marciano era una maschera di sangue, ma Rocky era ancora in grado di mettere a segno così tanti colpi da aggiudicarsi i cartellini dei giudici. Nel decimo round, Marciano era chiaramente in vantaggio ma temendo che la decisione potesse essere in dubbio, cercò il colpo del KO. Charles riuscì a restare in piedi resistendo ai pugni di Marciano, ma ormai stava perdendo il match. Alla fine Marciano si aggiudicò l'incontro ai punti per decisione unanime. Ruby Goldstein, arbitro del match, commentò a posteriori:

### Arbitro e giudici
- Arbitro: Ruby Goldstein 5-8
- Giudice: Artie Aidala 5-9
- Giudice: Harold Barnes 6-8

## Marciano vs. Charles II

### L'incontro
Charles cominciò bene il match aggiudicandosi il primo round mettendo a segno alcuni buoni colpi alla mascella di Marciano. Nella seconda ripresa, Marciano colpì Charles con un colpo basso sotto la cintura non sanzionato dall'arbitro, e poi lo mise al tappeto una prima volta. Charles riuscì a rialzarsi e a portare a termine il round. Il match divenne quindi un affare a senso unico con Marciano all'attacco costante e Charles sulla difensiva che cercava occasionalmente di rispondere. Qualcosa di strano successe nella sesta ripresa che per poco non portò Ezzard Charles a vincere l'incontro. Quando i due pugili si liberarono da un abbraccio verso la fine del round, Marciano mostrò di avere una profonda ferita alla narice sinistra. Non fu ben chiaro come si fosse procurato tale ferita, e Marciano disse che Charles lo aveva colpito con una gomitata. Rocky iniziò a sanguinare copiosamente dal naso e l'arbitro avrebbe potuto decidere di fermare l'incontro, ma così non fu. Nel settimo round, Marciano, dopo essersi medicato il naso, e nonostante venisse appositamente bersagliato di colpi allo stesso da parte di Charles, riuscì ugualmente a dominare il match aggiudicandosi la ripresa ai punti. Nell'intervallo tra settimo e ottavo round, i secondi di Marciano gli consigliarono di colpire l'avversario al corpo. Tuttavia, egli decise di ignorare il suggerimento e colpì Charles alla testa, riuscendo a mandarlo KO a 24 secondi dal termine della ripresa.

### Arbitro e giudici
- Arbitro: Al Berl 1-5
- Giudice: Frank Forbes 1-6
- Giudice: Artie Aidala 1-6